# Paragus borbonicus
Paragus borbonicus är en tvåvingeart som beskrevs av Macquart 1842. Paragus borbonicus ingår i släktet stäppblomflugor, och familjen blomflugor. Inga underarter finns listade i Catalogue of Life.